# كأس المكسيك 1962–63
كأس المكسيك 1962–63 (بالإسبانية: Copa México 1962-63)‏ هو الموسم 47 من كأس المكسيك. أشرف على تنظيمه اتحاد المكسيك لكرة القدم، وكان عدد الأندية المشاركة فيه 14، وفاز فيه نادي غوادالاخارا.